# Flakverbände der Luftwaffe (Wehrmacht)

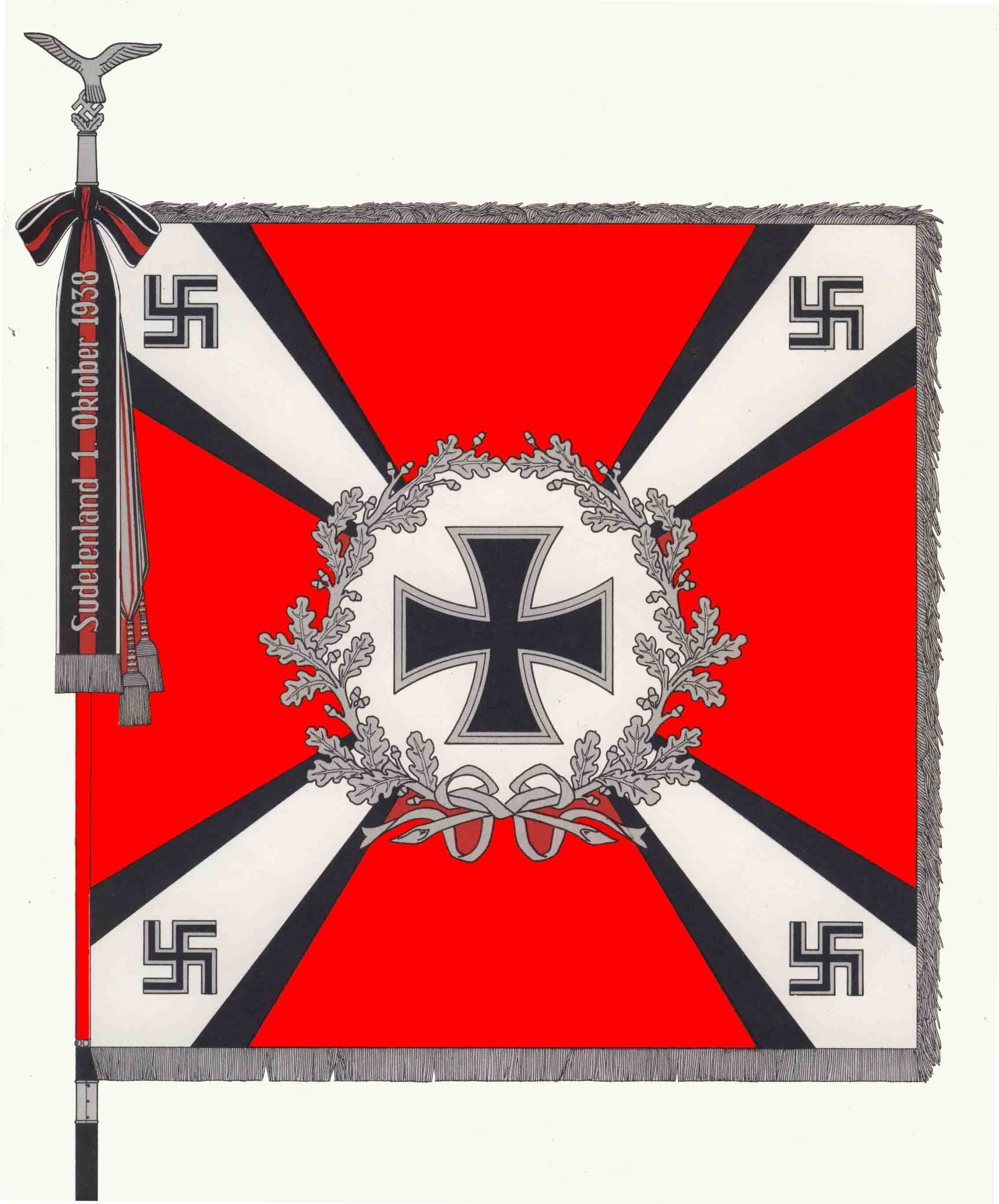
Flak Artillerie Flagge

Die Übersicht der deutschen Flakeinheiten umfasst sämtliche Flakeinheiten der Luftwaffe, die von deren Gründung 1935 bis zur deutschen Kapitulation am 8. Mai 1945 bestanden. Sie beinhaltet auch Einheiten, die nur wenige Tage bis Wochen bestanden.

## Hintergrund
Im Vertrag von Versailles waren umfassende Rüstungsbeschränkungen für das Deutsche Reich formuliert worden. Insbesondere moderne Waffengattungen, wie die Panzertruppe oder die Luftstreitkräfte, unterlagen erheblichen Beschränkungen. Die Reichswehr wollte jedoch den Anschluss an die militärtechnische Entwicklung nicht verlieren und arbeitete heimlich im Deutschen Reich und auch mittels ausländischer Firmen weiter an der Weiterentwicklung der eigenen Waffentechnik.
Die künftige Bedeutung der Flakartillerie, also der bodengestützten Verteidigung des Luftraums, hatte man bereits zum Ende des Ersten Weltkriegs hin erkannt. Es waren verschiedene spezielle Waffen für die Flugabwehr entwickelt worden, neben dem Einsatz von Maschinengewehren gegen tieffliegende Flugzeuge, waren bereits schwerere Geschütze auf Fahrzeugen montiert worden. Diese Waffen, von denen das Deutsche Reich einige im eigenen Bestand behielt, und die rasante Entwicklung der Flugzeugtechnik in der Zwischenkriegszeit bildeten den technologischen Rahmen in dem neue Waffen für eine zukünftige Luftabwehr, während der Zwischenkriegszeit entwickelt wurden.

## Entstehung der Flakartillerie – als Truppengattung
Die offizielle Geschichte der Flakartillerie der deutschen Luftwaffe begann mit der Wiedereinführung der Wehrpflicht im März 1935. Während bis zu diesem Zeitpunkt die Aufrüstung und Aufstellung von Organisationen im Geheimen vor sich gegangen war, wurde nun der deutschen Bevölkerung eine neue, bereits ausgerüstete Waffengattung präsentiert, die historisch zur Artillerie gehörend, nunmehr Teil der ebenfalls neu aufgestellten deutschen Luftwaffe wurde.

### Erste Welle der Aufstellung (1935)
Im Herbst 1935 wurden unter dem jeweiligen Kommando eines Höheren Kommandeur der Flakartillerie in den damaligen 5 Luftkreisen des Deutschen Reichs, eine Flakartillerie-Schule (Rerik), 15 schwere und 3 leichte Flak-Abteilungen (mot.) gebildet. Im Oberkommando der Luftwaffe (OdL) wurde die Funktion des Inspekteur der Flakartillerie (Luftwaffen-Inspektion 4) geschaffen, die mit dem General Günther Rüdel besetzt wurde. Ziel der Inspektion war der massive Ausbau dieser Truppengattung in den folgenden Monaten. Bis zum Oktober 1936 hatte die Luftwaffe die Zahl der Flakeinheiten nahezu verdoppelt.

### Zweite Welle der Aufstellung (1936)
Im Herbst 1939 wurde aufgrund der zunehmenden Anzahl von Verbänden eine Strukturierung der Flak-Artillerie zwingend. Die bisherige direkte Unterstellung unter die Höheren Kommandeure der Flakartillerie wurde durch neue Führungsstäbe, die den Kommandeuren unterstellt wurden, aufgehoben. Die Aufteilung von Einheiten, welche im Fall der Mobilisierung mit dem Heer operieren sollten und jenen Einheiten, welche im deutschen Reich den Luftschutz bilden sollten, erforderte eine umfassendere Organisationsstruktur. Es entstanden die ersten sechs Regiments-Stäbe. Ende der 2. Welle waren 18 neue Abteilungen (13 gemischte und 5 leichte) aufgestellt.
Die Kerneinheit der Flugabwehr der Luftwaffe blieb weiterhin die Flak-Abteilung.

### Dritte Welle der Aufstellung (1937)
Im Oktober 1937 wurden neue Rekruten zum Wehrdienst eingezogen, mit diesem zusätzlichen Personal wurden in einer dritten Welle auch weitere Flak-Verbände gebildet. So wurde ein neuer Höherer Kommandeur (Stab) im neuen Luftkreis VII (Braunschweig) aufgestellt, 5 Regiments-Stäbe, 6 gemischte Abteilungen, 9 leichte Abteilungen und ein Flak-Lehr-Regiment gebildet. Dem Flak-Lehr-Regiment wurde eine Flak-Lehr-, eine reine Flak-Scheinwerfer-Abteilung und eine Versuchs-Abteilung unterstellt. Die Lehr- und Versuchs-Abteilungen waren dabei Teil der Flakartillerie-Schule.
Mit der 3. Aufstellungswelle zeigte sich, wie die künftige Luftwaffe der Wehrmacht ausgerichtet sein sollte. Im Sommer 1936 verunglückte der erste Generalstabschef der Luftwaffe, General der Flieger Walther Wever, tödlich. Er hatte maßgeblich den Ansatz der operativen Luftkriegsführung nach den Prinzipien von Giulio Douhet vertreten. Nunmehr wurde die Entwicklung stark von Reichsminister der Luftfahrt Hermann Göring und dem Generalluftzeugmeister Ernst Udet bestimmt, die angesichts der eigenen Erfahrungen im Ersten Weltkrieg, den Ansatz der taktischen Luftunterstützung durch Jagd-, Schlacht- und Sturzkampfflugzeugen den Vorzug gaben. Auch die Erfahrungen der Legion Condor sprachen aus Sicht der deutschen Führung ehr gegen den Ausbau der Kampffliegertruppe mit ihren Bombern. Diese Entscheidung der Ausrichtung machte sich bei der Flugabwehr genauso bemerkbar. Die Kräfte, die zur Abwehr von verhältnismäßig tieffliegenden gegnerischen Flugzeugen geeignet waren, wurden überproportional ausgebaut. Es wurden mehr leichte Flak-Abteilungen gebildet.
Eine Erfahrung des Kriegs in Spanien war die Bildung einer eigenständigen Flakscheinwerfer-Abteilung. Die bisher in Geschützabteilungen integrierten Verbände waren innerhalb dieser Verbände nur bedingt effektiv, da diese zwar ständig den Verband begleiteten, aber nur bei Nachteinsätzen eine Funktion hatten.
Dem Machtspiel der hohen NS-Führer folgend, vergrößerte Göring, als Oberbefehlshaber der Luftwaffe, seine persönliche Truppe, das „Luftwaffen-Jäger Regiment Hermann Göring“ zu einem Flak-Regiment. Eine aus einer Polizeieinheit hervorgegangene Wach- und Ehrendiensteinheit wurde von ihm durch eine Neugliederung zu einer Einheit der Flakartillerie mit einer angegliederten Infanterieeinheit auusgebaut.
Neu in der 3. Welle war die Aufstellung von schweren Flakstammbatterien, diese sollten den Kern für die Bildung weiterer aufzustellender Abteilungen oder im Mobilisierungsfall für die Aufstellung von Abteilungen des Heimatluftschutz bilden. Aus schweren Abteilungen wurde sukzessive die „mittlere Flak“ (3,7 cm) entfernt und durch leichte Flak (2 cm) ersetzt.

### Vierte Welle der Aufstellung (1938)
Die 4. Aufstellungswelle mit den Rekruten des Jahres 1938 fiel zusammen mit der „Angliederung“ des österreichischen Staatsgebiets und der Besetzung des Sudetenlandes. Eine weitere Umgliederung der Organisation der Flakartillerie wurde ebenfalls umgesetzt. Die ursprüngliche Struktur mit 6 Luftkreisen als Luftverteidigungszonen wurden aufgelöst, die Führungsstäbe „Höherer Kommandeur der Flakartillerie“ wurden abgeschafft. Das alte Reichsgebiet und die eingegliederten Territorien wurden in 10 Luftgaue mit eigenen Stäben, den Luftgaukommandos, gegliedert. Diese wurden dann den Luftwaffengruppenkommandos 1, 2, 3, „Ostpreußen“ und „Österreich-Ostmark“ unterstellt. In den neuen "Reichsgebieten" wurden eine schwere und zwei leichte Flakabteilungen des ehemaligen österreichischen Bundesheeres eingegliedert. Diese waren anfänglich mit österreichischem Geschützmaterial von Oerlikon, Bofors und Skoda ausgerüstet.
Bei den Luftgaukommandos (L.G.Kdo.) handelte es sich um territoriale Kommandobehörden, welche die gesamte Bodenorganisation und die Ausbildungsregimenter der Fliegertruppe führte. Im Rahmen der Luftverteidigung waren die Luftgaue ein Verteidigungsbereich mit Jagdfliegern und Flakartillerie, hierzu gehörten Versorgungseinrichtungen und das örtliche Nachrichtenwesen der Luftwaffe, zu dem auch die neu gebildeten Luftgau-Nachrichten-Regimenter gehörten. Die Eingliederung und Verteilung des von der Wehrersatzorganisation zugeordenten  Personalnachschub gehörte ebenfalls in den Verantwortungsbereich der Luftgaukommandos.
Neu aufgestellt wurden in einigen als "luftgefährdeten Reichsgebieten" die Luftverteidigungskommandos und wurden durch den Kommandierenden General und Befehlshaber des Luftgaus in dem sie lagen geführt. Hierzu zählte insbesondere auch die Führung der im Bereich liegenden Flakkräfte. Im Luftgaukommando im Westen des Reichs, beim Befehlshaber der Luftverteidigungszone "West", wurde eine zusätzliche Dienststelle geschaffen, der Höhere Kommandeur der Festungs-Flakartillerie III.
Dort wo im Deutschen Reich keine Luftverteidigungskommandos existierten, wurde die Flakartillerie und ihre Regimentsstäbe direkt vom Kommandierenden General des Luftgau geführt.
In dem Aufbau der Regimenter wurde nunmehr ein Gliederung mit 2 gemischten Abteilungen und einer neuen III. Abteilung mit Flakscheinwerfern vorgesehen. Diese Planung wurde jedoch bis Kriegsbeginn nicht bei allen Einheiten umgesetzt. Verschiedene Flakregimenter gaben ihre bisherige II. (leichte) Abteilung für die Aufstellung von selbstständigen leichten Flakabteilungen ab. Ergänzt mit 3,7-cm-Batterien erhielten diese leichten Flak-Abteilungen Nummern im Nummernkreis 71 bis 94. Eine zum Regiment gehörende leichte Abteilungen war nach dieser Umgliederung nur noch je einmal im Flak-Regiment "General Göring" und in dem Flak-Lehr-Regiment zu finden.
Im Herbst 1938 wurde eine Ergänzungs-Luftsperr-Batterie als Stammformation für den Aufbau von Ballon-Sperr-Verbänden aufgestellt. In den folgenden Monaten ging aus diesem Kern die Ergänzungs-Luftsperr-Versuchs- und Lehrabteilung hervor.
In der 4. Aufstellungswelle wurden im Deutschen Reich folgende Verbände der Flakartillerie neu gebildet:
- 9 Regiments-Stäbe (2 als Erkundungs-Stäbe im Westen)
- 10 gemischte Abteilungen bei Wegfall von 3 zuvor aufgestellten leichten Abteilungen
- 5 gemischte Festungs-Flak-Abteilungen
- 15 Scheinwerfer-Abteilungen

Die Masse der neuen Batterien gehörten zu den leichten, mittleren und Flakscheinwerfer-Verbänden.

## Flak-Korps
Flak-Korps
I. |
II. |
III. |
IV. |
V. |
VI. |
z. b. V.
Taktische Führungsstäbe auf Korpsebene
General Luftgaukommando VI |
General Süd |
General Südost |
Luftverteidigung West |
Luftverteidigungszone West |
General der Flakausbildung |
Westbefestigungen

## Flak-Divisionen
Flak-Divisionen
1. |
2. |
3. |
4. |
5. |
5.(W) |
6. |
7. |
8. |
9. |
10. |
11. |
12. |
13. |
14. |
15. |
16. |
17. |
18. |
19. |
20. |
21. |
22. |
23. |
24. |
25. |
26. |
27. |
28. |
29. |
30. (E.Tr.) |
31.
Flak-Scheinwerfer-Division
1. |
2.
Taktische Führungsstäbe auf Divisionebene
Ersatz-Division |
Schul-Division |
Nord |
Süd |
Luftgau III |
Luftgau VI |
Luftgau XI |
Dänemark |
Luftgaukommando III |
Luftgaukommando XI |
Luftgaukommando XVII |
Luftflotte 2 |
Feld-Artillerieschule |
Flak-Artillerieschule |
Flak-Ersatzregimenter

## Flak-Brigaden
Flak-Brigaden
1. |
2. |
3. |
4. |
5. |
5. (E.Tr.) |
6. |
7. |
8. |
9. |
10. |
11. |
12. |
13. |
14. |
15. |
16. |
17. |
18. |
19. |
20. |
21. |
22. |
z.b.V. Luftgau IV |
z.b.V. Luftgau VI |
z.b.V. Luftflotte 6 |
z.b.V. Westfrankreich |
z.b.V. Ost |
z.b.V. West |
Frantz |
Veith |
Wagner |
Hannover |
Kanalinseln |
Küste |
Masuren
Flakscheinwerfer-Brigaden
I. |
II.
Taktische Führungsstäbe auf Brigadeebene
Norwegen |
Norditalien |
Mosel |
Luxemburg |
Ostfriesland |
Schwarzwald |
Stuttgart |
Kanalinseln |
Luftkreis I |
Luftkreis II |
Luftkreis III |
Luftkreis IV |
Luftkreis V |
Luftkreis VII |
Südost

## Regimentstypen der Flak-Artillerie

### Flakscheinwerfer-Regimenter

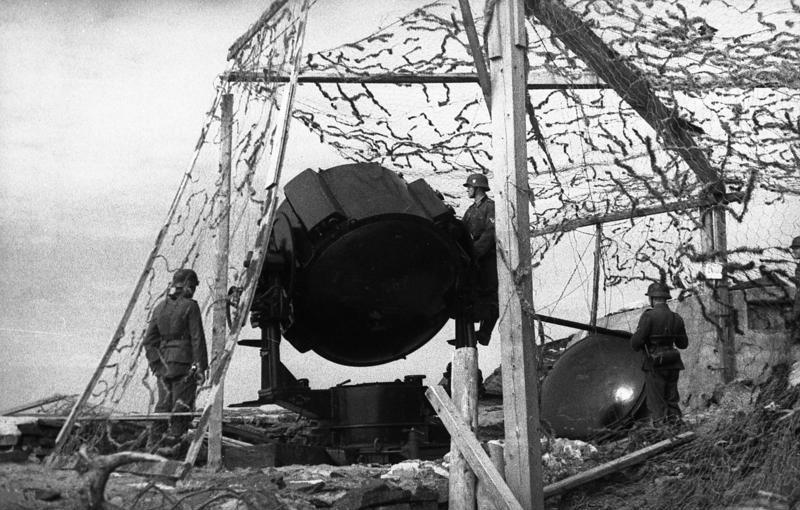
Ein Flakscheinwerfer irgendwo in Nordeuropa

Flakscheinwerferregimenter dienten zeit ihres Bestehens zur Aufhellung des Luftraumes bei Nacht, um somit die einfliegenden feindlichen Bomberverbände anzustrahlen und somit den eigentlichen Flak-Batterien die Zielfokussierung zu ermöglichen. Die ersten aufgestellten Flakscheinwerferregimenter gab es ab dem Jahr 1940, auch im Hinblick auf den sog. Helle-Nachtjagd-Riegel (vgl. auch die Ausführungen unter 1. Flakscheinwerfer-Division). Mit der Einführung neuer Radartechniken und des Einstellens der hellen Nachtjagd ab 1942 wurden die Flakscheinwerferbatterien dann regulären Flak-Regimentern zur Unterstützung zugeteilt oder verblieben im Rahmen dieser Verbände an ihren Stationierungspunkten wie etwa in den Großstädten wie Berlin, Hamburg, Wien oder im Ruhrgebiet.

### Festungs-Flakregimenter
Der Begriff Festungs-Flakregimenter, manchmal auch nur Festungsflakregimenter genannt, umfasste mit der allgemeinen Mobilmachung der Wehrmacht im August 1939 die ersten Spezial-Regimentsstäbe. Entgegen ihrem etwas irreführenden Namenszusatz Festung, waren diese Regimenter jedoch nicht fest (auf einem Ort oder Platz) stationiert. Sie sind auch nicht mit dem Begriff Festung (z. B. Festung Breslau) zu vergleichen, der zum Kriegsende hin häufiger im Sprachgebrauch zu finden war. Ihrem Ursprungskonzept folgend, wurden die Festungsflakregimenter schon bei ihrer Aufstellung als mobile Flakeinheiten genutzt. Im Sommer 1941 wurden die Festungsregimenter durch Umbenennung aufgelöst. Sie gingen in regulären Flak-Regimentern mit entsprechender Ordnungszahl auf.

### Eisenbahn-Flakregimenter (E)
Das erste Eisenbahn-Flakregiment gab es 1941. Seine Bezeichnung lautete Flak-Regiment 72 (E). Eisenbahnflakregimenter dienten in erster Linie der raschen Verlegung von Flak-Einheiten an Frontabschnitte, die Flakunterstützung brauchten. Die dafür geschaffenen Regimentsstäbe waren bei ihrem Einsatz vor Ort für die operative Führung der Eisenbahnflakabteilungen zuständig. Insgesamt gab es fünf derartige Regimenter:
- Flak-Regiment 72 (E): (1941 – 8. Mai 1945)
- Flak-Regiment 97 (E): (Frühjahr 1944 – 8. Mai 1945)
- Flak-Regiment 112 (E): (1941 – 8. Mai 1945)
- Flak-Regiment 114 (E): (18. Mai 1944 – 8. Mai 1945)
- Flak-Regiment 122 (E): (November 1941 – 8. Mai 1945)

### Eisenbahn-Transportschutz-Regimenter (E.Tr.)

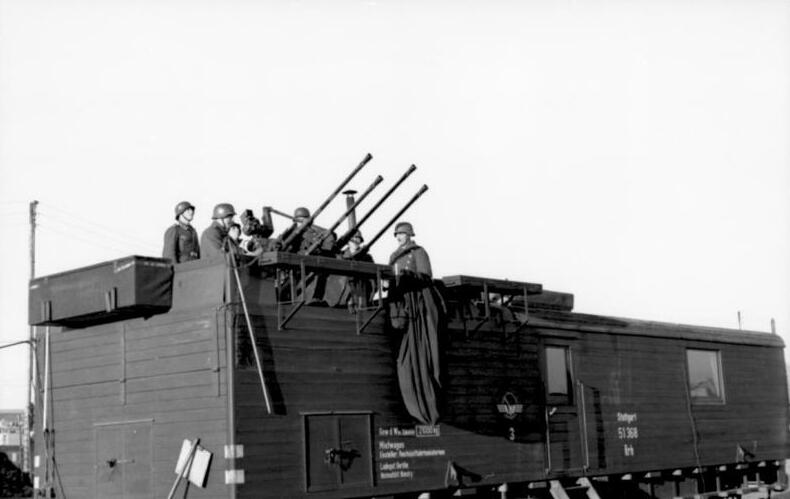
Leichte Vierlingsflak auf einem Eisenbahnwagon

Die Eisenbahn-Transportschutzregimenter entstanden als Antwort auf die Luftbedrohung des Eisenbahnverkehrs durch die alliierte Luftüberlegenheit nach der Invasion in der Normandie an der Westfront. Die immer heftig werdenden Fliegerangriffe zwangen die deutsche Heeresleitung schließlich, auf diese Bedrohung mit leichten mobilen Flak-Einheiten zu antworten, den Eisenbahn-Transportschutzbatterien. Allerdings gab es nur drei derartige Regimenter: Flakregiment 50 (E.Tr.), Flakregiment 159 (E.Tr.) und Flakregiment 255 (E.Tr.). Eine vierte Aufstellung (Flakregiment 158 (E.Tr.)) wurde wieder rückgängig gemacht.

### Flaksturmregimenter
Der Begriff Flaksturmregiment wurde mit Verfügung vom 6. Oktober 1944 durch Hermann Göring als eine Art Ehrenname an die entsprechenden Flakverbände verliehen. Die zu ehrende Flakabteilung musste sich dazu durch hervorragende Leistungen in entscheidenden Angriffs- oder Abwehrkämpfen bewährt haben. Als Würdigung höchster Bewährung wurde dann die Bezeichnung Flaksturmabteilung auch an Flakregimenter verliehen. Dabei wurde ein strenger Maßstab angelegt, um die Bedeutung dieser Auszeichnung herauszustellen. Von 1935 bis 1945 gab es daher nur zwölf Regimenter, die den Namenszusatz Flaksturmregiment erhielten. So wurde z. B. aus dem Flakregiment 10 durch die Namensverleihung das Flaksturmregiment 10.

### Fallschirm-Flakregimenter
Der Namenszusatz Fallschirm war ähnlich dem Namenszusatz Flaksturmregiment eine Art Auszeichnung für das entsprechende zu ehrende Regiment. Hintergrund war, dass die Fallschirmtruppen in den ersten Kriegsjahren als Elitetruppe von der Wehrmachtsführung, insbesondere vom Oberbefehlshaber der Luftwaffe Hermann Göring, betrachtet wurden. Beispiel hierfür ist das Fallschirm-Flakregiment Göring.

### Flak-Ersatz-Regimenter
Die Flakersatzregimenter bestanden in den ersten Kriegsjahren in ihrer Unterstellung keinem genauen Prozedere. Sie wurden in Erster Linie den zuständigen Luftgaukommandos unterstellt. Dieser Zustand hielt bis Sommer 1941 an. Erst zu diesem Zeitpunkt wurden dann die ersten Führungsstäbe der Flakersatzregimenter aufgestellt. Diesen oblag dann im weiteren Zuge die Führung und Überwachung ihrer Flakersatzabteilungen. Sie unterstanden ab diesem Zeitpunkt auch nicht mehr dem Luftgaukommando, sondern der Dienststelle Höherer Kommandeur der Flakersatzregimenter, ab 1944 dann umbenannt in Flakersatzdivision.